# 不思議の壁 (アルバム)
『不思議の壁』（ふしぎのかべ、原題:Wonderwall Music）は、1968年11月1日に発表されたジェーン・バーキン主演の同名映画『Wonderwall』のオリジナルサウンドトラックである。日本国内では1969年3月10日に東芝音楽工業（現：EMIミュージック・ジャパン）からリリースされた。

## 概要
当時ビートルズのギタリストだったジョージ・ハリスンによって制作されており、ビートルズのメンバーによる初のソロアルバムとなった。収録曲は時折ボーカルが入っているが、基本的には器楽曲で構成されている。
1966年以降のハリスンは、インド音楽の要素を取り入れた楽曲を制作しているが、本作もその例の1つである。アルバムの録音はロンドンとボンベイで行なわれ、空き時間に「ジ・インナー・ライト」も制作された。
尚、1992年に再発されたLPにはA面が全てメリー・ホプキンの『大地の歌 （Earth Song/Ocean song）』と印刷された落丁版が存在する。
2014年にボーナス・トラック3曲を追加収録して再発された。

## 収録曲
- 作曲： ジョージ・ハリスン

### Side A
1. マイクロウブス - Microbes (3:42)
2. レッド・レディー・トゥ - Red Lady Too (1:56)
3. タブラとパカヴァジ - Tabla and Pakavaj (1:05)
4. イン・ザ・パーク - In The Park (4:08)
5. ドリリング・ア・ホーム - Drilling A Home (3:08)
6. グル・ヴァンダナ - Guru Vandana (1:05)
7. グリージー・レッグス - Greasy Legs (1:28)
8. スキイング - Ski-ing (1:50)
9. ガット・キルワニ - Gat Kirwani (1:15)
10. ドリーム・シーン - Dream Scene (5:26)

### Side B
1. パーティ・シークーム - Party Seacombe (4:34)
2. ラヴ・シーン - Love Scene (4:17)
3. クライング - Crying (1:15)
4. カウボーイ・ミュージアム - Cowboy Museum (1:29)
5. ファンタジー・シークインズ - Fantasy Sequins (1:50)
6. グラス・ボックス - Glass Box (2:22)
7. オン・ザ・ベッド - On The Bed (1:05)
8. ワンダーウォール・トゥ・ビー・ヒア - Wonderwall To Be Here (1:25)
9. シンギング・オン - Singing Om (1:54)

### 2014年再発盤ボーナス・トラック
1. イン・ザ・ファースト・プレイス - In the First Place（3:17）
2. オールモスト・シャンカラ - Almost Shankara（5:00）
The Remo Fourによる楽曲。
モノラル音源。
3. ジ・インナー・ライト (別テイク・インストゥルメンタル) - The Inner Light (alternative take, instrumental) 
モノラル音源。

## 演奏者
- ジョージ・ハリスン - ピアノ、メロトロン、エレクトリック・ギター、アコースティック・ギター、テープ・ループ、編曲
- ジョン・バーラム (John Barham) - ピアノ、フリューゲルホルン、ハーモニウム、オーケストラ編曲
- トニー・アシュトン (Tony Ashton) - タック・ピアノ、オルガン、メロトロン、ピアノ、ハーモニウム
- コリン・マンリー (Colin Manley) - エレクトリック・ギター、アコースティック・ギター、スティールギター
- フィリップ・ロジャース (Philip Rogers) - ベース
- ロイ・ダイク (Roy Dyke) - ドラムス
- トミー・ライリー (Tommy Reilly) - ハーモニカ
- エディー・クレイトン (Eddie Clayton) （エリック・クラプトン) - エレクトリック・ギター
- リッチー・スネア (Richie Snare)（リンゴ・スター） - ドラムス（参加したとの説あり）
- Ashish Khan - sarod
- Mahapurush Misra - タブラ and pakavaj
- Sharad Jadev - shehnai
- Hanuman Jadev - shehnai
- Shambu-Das - シタール
- Indril Bhattacharya - シタール
- Shankar Ghosh - シタール
- Chandra Shekhar - sur-bahar
- Shiv Kumar Sharma - santoor
- S. R. Kenkare - フルート
- Vinaik Vora - thar-shehnai
- Rij Ram Desad - harmonium and tabla-tarang